# Tipanaea patulella
Tipanaea patulella là một loài bướm đêm trong họ Crambidae. Loài này phân bố ở Úc, nơi nó được tìm thấy ở Queensland đến Tasmania.
Sải cánh khoảng 30 mm. Con trưởng thành màu trắng.
Người ta cho rằng ấu trùng ăn rễ loài Juncus.

## Hình ảnh

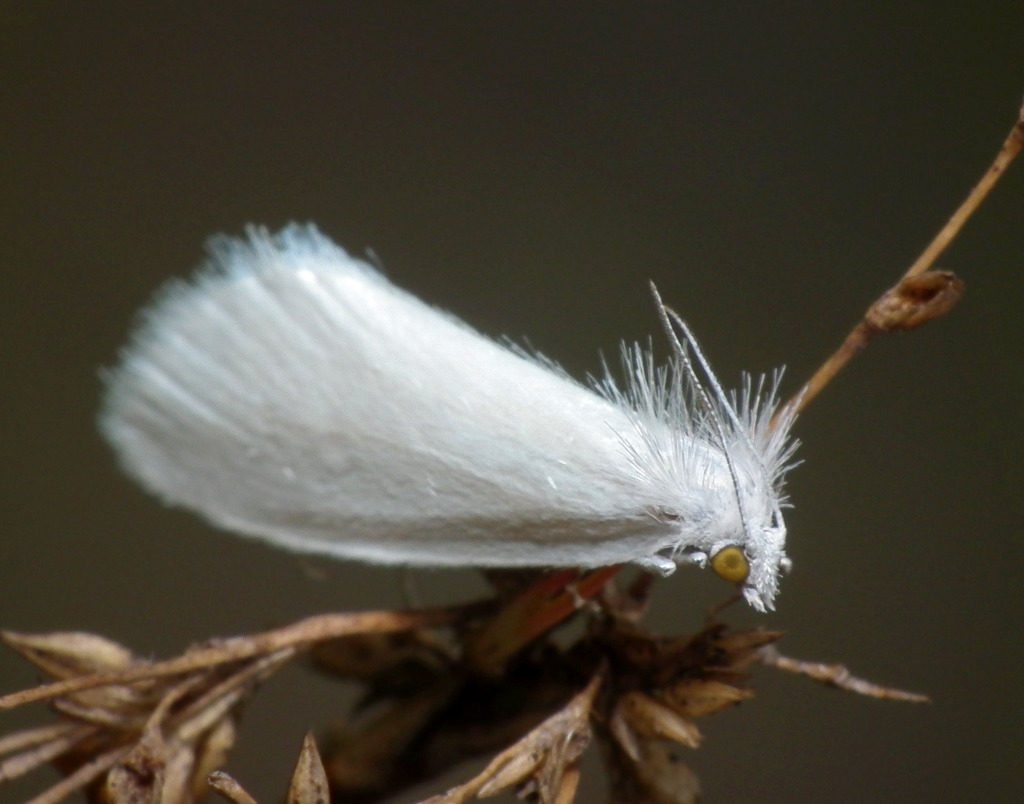